# Atiàixevo
Atiàixevo (en rus: Атя́шево) és un poble de la República de Mordòvia, a Rússia, segons el cens del 2010 tenia 1.490 habitants, és la seu administrativa del districte homònim.